# Antonio Lotti
Antonio Lotti (Venècia, 5 de gener de 1667 – Venècia, 5 de gener de 1740) fou un compositor italià del darrer Barroc.
Lotti va nàixer l'any 1667. No se sap si va nàixer a Venècia o a Hannover (on son pare, Matteo, era mestre de capella). Després d'estudiar amb Giovanni Legrenzi, Lotti va fer la seua carrera a la Basílica de Sant Marc de Venècia, primer com a cantant contralt, després com a ajudant del segon organista, després com a segon organista, a partir de l'any 1704 com a primer organista, després d'un llarg noviciat amb càrrecs menys importants. Va mantenir aquest lloc tota la seva vida, exceptuant dos anys (1717/19) que passà a Dresden invitat pel príncep elector Frederic August, que li encomanà la composició i muntatge d'algunes òperes, entre elles algunes de les seues òperes van ser estrenades. Amb ell es traslladaren a la ciutat alemanya el llibretista Lucchini, alguns instrumentistes de Sant Marc i una companyia de cant de la que formava part la seva esposa, Santa Stella, en qualitat de <prima donna>.
Va tornar a Venècia l'any 1719 (hi va romandre fins a la seua mort), Lotti abandonà definitivament el teatre per a dedicar-se solament a la producció sacra (principalment polifònica) i de cambra. Però en el lapsus de temps que va de 1692 a 1719 havia compost una vintena d'òperes, totes elles representades. Lotti no s'apartà mai de les regles fonamentals de l'escola veneciana, ans al contrari continuà l'estil de Legrenzi, donant el màxim relleu a la vocalitat melòdica de les àries. Encara que conservant rigorosament les formes de la tradició va saber acollir amb gran equilibri les lliçons de l'escola napolitana i, sobretot, les del seu coetani Alessandro Scarlatti.

## L'òpera
Del catàleg de les seves òperes cal treure els títols més importants: cal recordar davant de tot la primera d'elles:
- Il trionfo dell'innocenza (llibret de Ciulli, Venècia, 1692);
- Sidonio (Pariati, Venècia, 1706);
- Teuzzone (Zeno, Venècia, 1707);
- Achille placato (Rizzi, amb intermezzo ridicoli, Venècia, 1707);
- Il vincitor generoso (Brianni, Venècia, 1708);
- Il comando non intenso ed ubbidito (Silvani, Venècia, 1709);
- Isacio Tiranno (Brianni, Venècia, 1709);
- Il tradimento traditor di se stesso (Silvani, Venècia, 1711);
- Irene Augusta (Brianni, Venècia, 1716).

I finalment les seves tres últimes òperes representades a Dresden:
- Giove in Argo (Luchini, amb els intermezzi Vespino i Milo, música respectivament d'A. Scarlatti i F. B. Conti, 1717);
- Ascanio ovvero Gli odi delusi dal sangue (idem. amb intermezzo de F. Gasparini, 1718);
- Teofane (S. B. Pallavicino, 1719).

El mateix llibret que Pallavicino havia redactat per a Teofane fou utilitzat poc temps després per N. F. Haym, que va extreure d'aquest el tema per a Ottone de G. F. Händel (Londres, 1723). A més de les òperes citades cal mencionar el carrusel teatral compost i representat a Dresden per les noces del príncep elector Frederic August amb Maria Josepa (1719).

## Música profana
El mateix que en la música lírica, en les cantates profanes (71) i en els 5 oratoris (Giuditta, Il voto crudele, L'umiltà coronata di Esther, Gioas re di Giuda, Il ritorno di Tobia), que venien a substituir per la quaresma les representacions d'òpera en els diversos conservatoris, passa que la realització resta encomanada principalment a la gràcia del virtuosisme canor, que sempre acompanya el text. Però és en la música sacra on es manifesta tota la noblesa d'inspiració del compositor venecià: aquí va sempre avançant la idea de la tonalitat i la fluïdesa del ritme en les parts, que s'articulen en construccions sonores cada volta més grans.
Són típiques les misses solemnes, en les que cada secció litúrgica adquireix les proporcions d'un grandiós episodi amb amplis concertats, fragments solistes i retalls orquestrals. Cal recordar al respecte l'admirable Credo in sol minore però doppio coro e archi estructurat en nou moviments: un d'aquests està constituït pel famós i notable Crucifixus a sis veus. Cal no oblidar les antífones, els salms, els motets i els responsoris.
Més senzilles misses d'ús quotidià i, entre aquestes, les vuit bellíssimes Brevi Messe a cappella. Altres composicions religioses que es conten entre les millors d'aquesta producció menor de Lotti: el famós Miserere in re minore, que durant anys es cantà a Sant Marc durant la litúrgia del Dijous Sant; els Crucifixus a sis, vuit i deu veus; la Salve Regina a 4 veus i altres dos Misereres a 3 i 4 veus.
També és força rica, la producció de cambra vocal i instrumental de Lotti amb nombroses àries per a veu i baix continu, entre les quals destaquen: Pur dicesti bocca bella; Tiscorgo amante; Ho due compagni; Non Lascia mai quel caro nido, a més de la col·lecció de <Duetti, Terzeti e Madrigali> a piu voci op. 1, publicada a Venècia el 1705, que a més conté el seu madrigal més famós a 5 veus: In una siepe ombrosa. Un altre madrigal a 4 veus, anomenat del Bucentauro Spirito di Dio, fou publicat per Lotti el 1736. Cal mencionar algunes composicions de cambra: Sonata para dos oboès, fagot y violon; Sonata a tre paraviola, viola da gamba y violin i una suite en estil francès qualificada de <ballo comico per clavicembalo>, titulada La ragazza malcustodita.
La seua obra es considera un pont entre el Barroc i l'emergent Classicisme.

## Últims anys
El 1736, quatre anys abans de la seva mort, Lotti, conservant el lloc de primer organista en la capella de Sant Marc, acceptà el nomenament de mestre de la mateixa i de professor en el Conservatori dels Incurables. L'any 1740 fou suplert en el càrrec per Antonio Pollarolo (1680-1746).
Va ser un professor notable. Entre els seus deixebles cal esmentar:
- Giovanni Battista Bassani, (1650-1716);
- Francesco Gasparini, (1661-1727);
- Domenico Alberti, (1712-1740);
- Geronimo Bassari,
- Benedetto Marcello, (1686-1739);
- Baldassare Galuppi, (1706-1785);
- Giacomo Giuseppe Saratelli, (1714-1762);[3]
- Christopher Schroeter
- Jan Dismas Zelenka, (1679-1745);
- Alessandro Marcello (1673-1747);
- Giovanni Battista Pescetti (1704-1766);
- Giacomo Santarelli.

Va estar casat amb la notable soprano Santa Stella.